# 初島町
初島町（はつしまちょう）は、和歌山県海草郡にあった町。現在の有田市初島町浜・初島町里にあたる。
本項では町制前の名称である椒村（はじかみむら）についても述べる。

## 地理
- 海洋：紀伊水道
- 島嶼：地ノ島、沖ノ島

## 歴史
- 1889年（明治22年）4月1日 - 町村制の施行により、海部郡椒里村・椒浜浦の区域をもって椒村が発足。
- 1896年（明治29年）4月1日 - 郡の統合により椒村の所属郡が海草郡に変更[1]。
- 1953年（昭和28年）1月1日 - 椒村が町制施行・改称して初島町となる。
- 1962年（昭和37年）8月1日 - 有田市に編入。同日初島町廃止。

## 交通

### 鉄道路線
- 日本国有鉄道
  - 紀勢本線
    - 初島駅

### 道路
- 国道42号